# طيران العربات (رواية)
رواية طيران العربات (بالإنجليزية: A Flight of Chariots)‏ هي رواية للكاتب الأسترالي جون كليري. نشرت عام 1963.
تدور حول صديقين يحلقان بطائرات خلال حصار برلين والحرب الكورية ثم ينضمان إلى برنامج الفضاء.